# Рей, Паола
Паола Андреа Рей (исп. Paola Andrea Rey; родилась 19 декабря 1979, Богота) — колумбийская актриса, снимавшаяся в популярных теленовеллах «Тайная страсть», «Мое второе я».

## Биография
С детства Паола мечтала стать актрисой. Впервые она появилась на телевидении в 16 лет в теленовелле «Зеленый огонь» («Fuego Verde»). Придя на прослушивание, девушка не ожидала, что её пригласят на съёмки. Но вскоре Паола поняла, что ей не хватает мастерства, и отправилась на актёрские курсы. Её профессиональный рост не остался не замеченным продюсерами. В 2001 году её приглашают на первую главную роль в сериале «Няня» («La Baby Sitter»). Но главный успех ждал Паолу на съемках сериала «Тайная страсть» — ремейке сериала «Тихие воды». Вместе Данной Гарсия и Наташей Клаусс они сыграли роли сестёр Элисондо. Её партнером был Хуан Альфонсо Баптиста. После успеха сериала Паола получила приглашение в сериал «Мое второе я», где её партнером стал опять Хуан Альфонсо Баптиста. В 2008 году Паола сыграла роль «Лауры» в колумбийской версии сериала «Монтекристо».
На съёмках сериала начался роман Паолы и актёра Хуана Карлоса Варгаса. Актриса думает о свадьбе и детях, хотя и признаёт, что они вместе не так давно.

## Фильмография
- Fuego verde (1998) — Грасиэла
- Sin limites (1998) — Камила
- Corazon prohibido (1998)
- Какого черта? / Por Que Diablos? (1999) — Жасмин 'Jaz' Кордеро
- Няня / La Baby Sister (2000) — Фабиана Эстрелья Ривера Читива
- Como el gato y el raton (2002) — Джованна
- Тайная страсть (Хищники) / Pasión de Gavilanes (2003) — Химена Элизондо де Рейес
- Мое второе я (Женщина в зеркале)/ La Mujer en el Espejo (2004) — Хулиана Солер /Марица Феррер
- Рынок чудес / Amores de Mercado (2006) — Лусия Мартинес
- Montecristo (2007) — Лаура Ледесма
- Decesiones (2007) — Камила
  - Ilusiones perdidas
  - Amantes
- Tiempo final \ В последний момент (серия «Pito final» 2 сезон) (Колумбия 2007—2008)
  - Pito final
- Las detectivas y el Victor (2009) — Изабель Родригес (Чабела)

## Премии
- В 2004 году номинировалась на премию INTE Award в номинации «Лучшая актриса года».